# Sindaci di Washington
Il Sindaco di Washington, formalmente Sindaco del Distretto di Columbia, è il capo del ramo esecutivo del governo del Distretto di Columbia. 
Il Sindaco ha il dovere di far rispettare le leggi della città, e il potere di approvare o di mettere il veto sulle leggi approvate dal Consiglio del Distretto di Columbia. Inoltre, il Sindaco supervisiona tutti i servizi pubblici della città: polizia e protezione antincendio, la maggior parte degli enti pubblici, e il sistema scolastico all'interno del Distretto di Columbia.
L'Ufficio esecutivo del sindaco si trova nel John A. Wilson Building nel centro di Washington.
L’ufficio è stato istituito con il District of Columbia Home Rule Act del 1973, al fine di conferire alla città una forma di autogoverno.

## Elenco

### Sindaci del Distretto della Columbia (dal 1975)
Partito
  Democratico (8)
| # | Sindaco  | Sindaco                       | Inizio mandato | Fine mandato   | Partito     | Mandati  |
| - | -------- | ----------------------------- | -------------- | -------------- | ----------- | -------- |
| 1 |          | Walter Washington (1915–2003) | 2 gennaio 1975 | 2 gennaio 1979 | Democratico | 1 (1974) |
| 2 |          | Marion Barry (1936–2014)      | 2 gennaio 1979 | 2 gennaio 1991 | Democratico | 1 (1978) |
| 2 | 2 (1982) | Marion Barry (1936–2014)      | 2 gennaio 1979 | 2 gennaio 1991 | Democratico |          |
| 2 | 3 (1986) | Marion Barry (1936–2014)      | 2 gennaio 1979 | 2 gennaio 1991 | Democratico |          |
| 3 |          | Sharon Pratt (1944-)          | 2 gennaio 1991 | 2 gennaio 1995 | Democratico | 1 (1990) |
| 4 |          | Marion Barry (1936–2014)      | 2 gennaio 1995 | 2 gennaio 1999 | Democratico | 1 (1994) |
| 5 |          | Anthony Williams (1951-)      | 2 gennaio 1999 | 2 gennaio 2007 | Democratico | 1 (1998) |
| 5 | 2 (2002) | Anthony Williams (1951-)      | 2 gennaio 1999 | 2 gennaio 2007 | Democratico |          |
| 6 |          | Adrian Fenty (1970-)          | 2 gennaio 2007 | 2 gennaio 2011 | Democratico | 1 (2006) |
| 7 |          | Vincent Gray (1942-)          | 2 gennaio 2011 | 2 gennaio 2015 | Democratico | 1 (2010) |
| 8 |          | Muriel Bowser (1972-)         | 2 gennaio 2015 | in carica      | Democratico | 1 (2014) |
| 8 | 2 (2018) | Muriel Bowser (1972-)         | 2 gennaio 2015 | in carica      | Democratico |          |
| 8 | 3 (2022) | Muriel Bowser (1972-)         | 2 gennaio 2015 | in carica      | Democratico |          |